# Adelphia (djur)
Adelphia är ett släkte av fjärilar. Adelphia ingår i familjen mott.
Kladogram enligt Catalogue of Life:
| Adelphia | \| \| Adelphia erectalis \| \| \| \| \| \| Adelphia hapsella \| \| \| \| \| \| Adelphia ochripunctella \| \| \| \| \| \| Adelphia petrella \| \| \| \| \| \| Adelphia rubiginella \| \| \| \| \| \| Adelphia rufinalis \| \| \| \| |
|          | \| \| Adelphia erectalis \| \| \| \| \| \| Adelphia hapsella \| \| \| \| \| \| Adelphia ochripunctella \| \| \| \| \| \| Adelphia petrella \| \| \| \| \| \| Adelphia rubiginella \| \| \| \| \| \| Adelphia rufinalis \| \| \| \| |
|          | Adelphia erectalis |
|          | |
|          | Adelphia hapsella |
|          | |
|          | Adelphia ochripunctella |
|          | |
|          | Adelphia petrella |
|          | |
|          | Adelphia rubiginella |
|          | |
|          | Adelphia rufinalis |
|          | |